# Parafia Niepokalanego Serca Najświętszej Maryi Panny w Jadownikach Mokrych
Parafia Niepokalanego Serca Najświętszej Maryi Panny w Jadownikach Mokrych – parafia znajdująca się w diecezji tarnowskiej w dekanacie radłowskim.
Budowę bezstylowego, jednonawowego, z cegły, otynkowanego, krytego blachą kościoła rozpoczęto w roku 1946 dzięki inicjatywie lokalnych mieszkańców, jako dziękczynienie za uratowanie wsi przed niemiecką pacyfikacją, w odwecie za akcję Most III. W roku 1949 dokonano jego konsekracji. W roku 1952 biskup tarnowski Jan Stepa erygował, jako wyodrębnioną z parafii Wietrzychowice, parafię w Jadownikach Mokrych. Parafię prowadzą księża diecezjalni. 
Na terenie parafii działają organizacje religijne, między innymi: misyjne koła różańcowe, ruch duchowej adopcji dziecka poczętego, grupa modlitewna (Moje Serce NMB), schola i inne. Większość uczniów z miejscowej szkoły podstawowej jest ministrantami.
W Jadownikach Mokrych urodził się były prymas Polski arcybiskup Józef Kowalczyk. Dzięki jego inicjatywie powstał w miejscowości Ośrodek Opiekuńczo-Rehabilitacyjny dla Dzieci i Młodzieży Niepełnosprawnej, w którym posługują Albertynki. Ośrodek jest prowadzony przez Caritas diecezji tarnowskiej.